# Pukeberg glasbruk
Pukeberg glasbruk (dansk: Pukeberg glasværk) er et glasværk i Nybro i Nybro kommune, Kalmar län i Småland i Sverige.
Pukeberg glasbruk, der er grundlagt i 1871 af glasblæsermestrne C.W. Nyström och J.E. Lindberg fra Kosta glasbruk. Glasbruket ligger i det område af Småland, der kaldes Glasriget.
De to glasblæsemestre knyttede kontakt med landmanden, Jonas Bergstrand, som ejede den jord ved Pukeberg, hvor glasbruket opførtes.
Efter en tid blev Nyström eneejer af glasbruket. Da Nyström måtte begære glasbruket konkurs i 1894, opkøbtes virksomheden af Böhlmarks lampefabrik i Stockholm, der længe havde været brukets største kunde. Efter en brand i 1893 opførtes en ny hytte med moderne udrustning. Med omkring 100 ansatte blev bruket i 1890'erne et af landets største glasbruk. Pukeberg glasbruk voksede yderligere som følge af stor eksport i perioden 1905–30 mens ingeniør Erik Löthner var chef. En ny hytte opførtes i 1913.
Pukebergs tidligste produktion bestod først og fremmest af flasker og husholdningsglas. Snart indledtes produktionen af lampeglas, lampekupler og petroleumsbeholdere til petroleumslamper, som Böhlmark var aftagere af. Tidligt fremstillede man også pressglas (tallerkner, assietter, skåle, drikkeglas, vinglas, sukkerskåle og flødekander og lysestager).
Den første del af navnet Pukeberg indeholder det dialektale ord för 'overnatuligt væsen, djævel'. Efterledet henviser til et bjerg i nærheden, og navnet kan tolkes som "det skrækindjagende bjerg".
Pukeberg glasbruk er nedlagt som selvstændigt glasværk og i dag findes "Designarkivet", Linnéuniversitetets uddannelser på Riksglasskolan, "Ateljéhus Pukeberg", restauranten "Hyttsillen", Glasbutik, Galleri Svalan (åbent om sommeren), hemslöjdskonsulenter og belysningsfirmaet "Zero" i bruks bygningerne.
I 2013 købtes ejendommen Pukeberg glasbruk af familiefirmaet OG-bygg fran Nybro. Det gamle bruk er fortsat hjemsted for nye kreative aktiviteter.
- Kollektion fra Pukeberg glasbruk